# Serbska šula
Die Serbska šula (deutsch: Sorbische Schule) ist eine sorbische Fachzeitschrift.

## Geschichte
Erstmals erschien die Serbska šula im Jahr 1948; anfangs noch als Rundschreiben der Domowina für sorbische Lehrer. Ab 1952 wurde sie dann als Organ des Ministeriums für Volksbildung der DDR herausgegeben.
Hauptaufgabe in der DDR war es, eine schulpolitische, pädagogische und methodische Anleitung zu geben, die bei der Gestaltung eines wissenschaftlichen, parteilichen und lebensverbundenen Unterrichts im Unterrichtsfach Sorbisch helfen sollte.
Zu Wort kamen Lehrer, Schulfunktionäre und Wissenschaftler, die ihre Erfahrungen mit schulpolitischen und pädagogisch-methodischen Fragen verknüpften. Dabei stand die Aufgabe im Mittelpunkt, den Sorbischunterricht in Qualität und Effektivität zu verbessern. Darüber hinaus erschienen Unterrichtshilfen und Materialien zur Verbesserung des Unterrichts als Beilage.

## Heute
Die Serbska šula erscheint ohne Unterbrechung bis heute. Auch hat sie heute noch den Anspruch, den sorbischen Lehrern und Erziehern beim Vermitteln der sorbischen Sprache zu helfen. Aktuell gliedert sich die Zeitschrift in drei Teile.
Im ersten Teil „Theorie und Praxis“ werden vorwiegend wissenschaftliche Texte abgehandelt und zu jedem Schuljahresanfang die neuen sorbischen Lehrbücher vorgestellt.
Der zweite Teil beinhaltet Kopiervorlagen für verschiedene Fächer, die auf Sorbisch unterrichtet werden.
Im dritten Teil der Zeitung werden aktuelle Themen diskutiert und Informationen über die Arbeit des Witaj-Sprachzentrums veröffentlicht.
Die Beiträge werden überwiegend in obersorbischer Sprache und nur zu einem kleineren Teil in niedersorbisch-wendischer Sprache publiziert.